# Протостела
Протостела је најпримитивнији тип централног цилиндра (стеле) биљака. Граде га унутрашњи цилиндар ксилема, и цилиндар флоема који окружује ксилем. Присутан је у кореновима и понеким подземним стаблима, као и у стаблима папрати, псилотума и пречица.
У зависности од облика ксилема и флоема, протостела може бити:
- хаплостела - типична протостела, на попречном пресеку ксилем у виду круга заузима централни део стеле;
- актиностела - на попречном пресеку стеле, од централног круга ксилема воде зраци ка перициклу и најчешће деле јединствени флоем на неколико делова;
- плектостела - ксилем на попречном пресеку има облик неколико плоча које су окружене флоемом.